# Білоруські письменники

## А
- Абухович Олесь Ольгерд-Якуб (1840 — 1898) — поет, перекладач.
- Агняцвєт Еді Семенівна
- Адамович Олесь (1927 — 1994) — прозаїк («Партизани», «Хатинська повість», «Блокадна книга»)
- Александрович Степан Гусейнович
- Алексієвич Світлана Олександрівна (1948) — публіцист («У війни не жіноче обличчя»)
- Міхал Анемподистов
- Володимир Арлов
- Арсеньєва Наталія Олексіївна
- Астапенко Змітрок
- Анатоль Астрейко

## Б
- Бабіна Наталка
- Барщевський Ян
- Бахаревіч Альгерд Іванович
- Биков Василь Володимирович (1924 — 2003) — прозаїк
- Богданович Максим Адамович (1891 — 1917) — поет, літературознавець
- Богушевич Франтішек Казимирович (1840 — 1900) — поет
- Янка Бриль
- Бровка Пятрусь (1905 — 1980) — поет
- Будінас Євген Домінікович
- Бядуля Змітрок

## В
- Велюгін Анатолій Степанович (1923) — поет, перекладач
- Вінцук Відважний
- Дмитро Войтюшкевич
- Лявон Вольський
- Воронко Йосип Якович
- Воронов Віталь
- Ворошкевич Ігор

## Г
- Олесь Гарун
- Геніюш Лариса Антонівна
- Глєбка Петро Федорович
- Головач Платон Романович
- Грамович Іван Іванович
- Граховський Сергій Іванович
- Гусовський Миколай (Микола) (~1470 — ~1533) — поет, засновник білоруської літературної традиції епохи Ренесансу

## Д
- Вінцент Дунін-Мартинкевич
- Дубовка Володимир Миколайович
- Дудар Олесь (1904 — 1946) — поет, критик, перекладач
- Дударєв Олексій Онуфрійович (1950—2023) — драматург, кіносценарист, новеліст

## Є
- Євлевич Хома Якович

## З
- Зуєнок Василь Васильович (1935) — письменник, голова Союзу білоруських письменників (1990–1998)

## І
- Іпатова Ольга Михайлівна (1945) — письменниця, голова Союзу білоруських письменників (2001–2002)

## К
- Кастусь Каліновський
- Югася Каляда
- Климкович Михайло Миколайович (1899–1954) — письменник, поет, перший голова Союзу письменників БРСР (1934–1939)
- Колас Якуб (1882 — 1956) — поет, прозаїк
- Крапива Кандрат (1896 — 1991) — поет, прозаїк, драматург
- Короткевич Володимир Семенович
- Кулєшов Аркадій Олександрович
- Купала Янка (1882 — 1942) — поет

## Л
- Ластовський Вацлав Устинович
- Лейко Кіндрат Федорович
- Линьков Михайло Тихонович — прозаїк, голова Союзу письменників БРСР (1938–1948)

## М
- Янка Мавр
- Машара Михайло Антонович
- Мележ Іван Павлович (1921 — 1976) — прозаїк, лауреат Ленінської премії (1972)
- Міхалок Сергій Володимирович
- Адам Міцкевич (1798–1855) — польський поет білоруського походження
- Мовзон Аркадій Йосипович

## Н
- Некляєв Володимир Прокопович (1946) — поет, прозаїк, голова Союзу білоруських письменників (1998–2001)

## О
- Франтішек Олехнович

## П
- Панченко Пімен Омелянович
- Паслядович Макар Трохимович
- Пашкевич Алесь (1972) — письменник, голова Союзу білоруських письменників (2002–2011)
- Пестрак Пилип Семенович
- Симеон Полоцький (1629–1680) — богослов, письменник, поет, драматург
- Прилуцький Сергій
- Олесь Прудніков

## Р
- Римша Андрій
- Ровинський Вікентій Павлович

## С
- Франциск Скорина (до 1490 — до 1551) — білоруський першодрукар, просвітитель, перекладач
- Сяржук Сокалау-Воюш

## Т
- Тавбін Юлій Абрамович
- Тавлай Валентин Павлович
- Танк Максим (1912 — 1995) — поет, Герой Соціалістичної Праці (1974)
- Тарас Анатолій Юхимович

## Х
- Хаданович Андрій Валерійович
- Хадкевич Тарас Костянтинович

## Ч
- Міхась Чарот
- Чечот Ян

## Я
- Якимович Олесь Іванович
- Янушкевич Адольф Михайлович
- Янка Купала

## Відображення у кінематографі
- Купала (фільм)